# توني هاند
توني هاند (بالإنجليزية: Tony Hand)‏ هو لاعب هوكي الجليد بريطاني، ولد في 15 أغسطس 1967 في إدنبرة في المملكة المتحدة.

## وصلات خارجية
- توني هاند على موقع دوري الهوكي الوطني (الإنجليزية)
- توني هاند على موقع EliteProspects.com (الإنجليزية)
- توني هاند على موقع Eurohockey.com (الإنجليزية)
- توني هاند على موقع HockeyDB.com (الإنجليزية)